# Mjódzsin Tomokazu
Mjódzsin Tomokazu (Kóbe, 1978. január 24. –) japán válogatott labdarúgó.
A japán válogatott tagjaként részt vett a 2002-es világbajnokságon.

## Statisztika
| Japán válogatott | Japán válogatott | Japán válogatott |
| Időszak          | Mérk.            | gól              |
| ---------------- | ---------------- | ---------------- |
| 2000             | 9                | 2                |
| 2001             | 7                | 0                |
| 2002             | 10               | 1                |
| Összesen         | 26               | 3                |